# Wappen der Stadt Kölleda
Das Wappen der Stadt Kölleda ist neben der Flagge das offizielle Hoheitszeichen von Kölleda.

## Blasonierung
„In Silber der heilige Wippertus mit Stab und Trauben; darunter ein Wappenschild mit dreiblättrigem Eichenlaub auf schwarzem Grund.“

## Geschichte
Seit wann die Stadt Kölleda ihr Wappen in der heutigen Form führt, ist  nicht überliefert. Nachweislich führte Kölleda aber um 1900 noch kein Wappen, sondern einen preußischen Adler auf dem Stadtsiegel. Bereits aus dem Spätmittelalter gibt es Urkunden mit Stadtsiegel.
Das heutige Wappen zeigt St. Wippertus, den Schutzpatron der Stadt. Die Trauben in seiner Hand symbolisieren eine Geschichte des Heiligen. So soll nach einer Messe der nötige Messwein gefehlt haben. Wippertus soll daraufhin eine frisch gepflückte Traube in seiner Hand ausgepresst haben und den Kelch mit ausgegorenem Wein gefüllt haben. Der Wappenschild mit den Eichenblättern unter St. Wippertus entstammt dem Wappen der Grafen von Werthern, welche 1519 die Rechte an der Stadt erlangten.
Das Wappen wurde mehrfach in seiner Zeichnung verändert, zuletzt durch eine Neuzeichnung nach der Wende 1990. So wurde Wippertus zeitweise statt mit Trauben, mit einem Kelch voll Trauben dargestellt. Heute wird wieder die Ursprungsform, die auch Otto Hupp um 1920 dokumentierte, verwendet.
Die alte Variante des Wappens mit einem Kelch voller Trauben statt Trauben wird heute gemeinsam mit dem Schriftzug Stadt Kölleda als Stadtlogo verwendet.

## Abbildungen

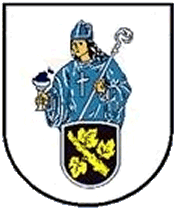
Wappen Kölleda vor 1990
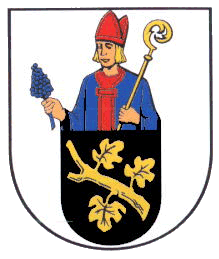
Wappen in seiner heutigen Form
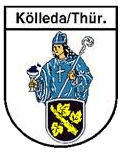
Heutiges Stadtlogo